# Festival Internacional de Cine de San Sebastián 1996
La 44.ª edición del Festival Internacional de Cine de San Sebastián se celebró entre el 19 y el 28 de septiembre de 1996. El Festival se consolidó en la máxima categoría A (festival competitivo no especializado) de la FIAPF. En esta edición se creó la sección Perlak (Perlas), una selección de largometrajes, inéditos en España, más destacados del año que han sido aclamados por la crítica y/o premiados en otros festivales internacionales. También se mostraron más de 250 películas, aumentaron las secciones y se exhibieron cuatro retrospectivas, dos a dos directores concretos (Tod Browning y Eloy de la Iglesia) y dos del cine anticomunista estadounidense y español.

## Desarrollo
Fue inaugurado el 19 de septiembre, presentado por Nancho Novo, Rosana Pastor y Edurne Ormazabal con la presencia de la ministra de cultura Esperanza Aguirre, el lehendakari José Antonio Ardanza y el alcalde de San Sebastián Odón Elorza, y se proyectaron fuera de concurso Sangre y vino de Bob Rafelson que inauguró la sección oficial y Belleza robada que inaugura la Zabaltegi. La primera película de la sección oficial española fue Taxi el día 20 y Tu nombre envenena mis sueños fue proyectada el 21. El hecho de que no se convocara una roda de prensa después de la proyección de la china La sombra del emperador de Zhou Xiaowen, un cineasta disidente, hizo sospechar que se trataba de censura por parte de las autoridades chinas. El día 24, el mismo en que se proyectó Bwana, se exhibió por sorpresa La brigada de Mulholland protagonizada por Chazz Palminteri, y que estuvo presente en el festival. El 25 se exhibió El último viaje de Robert Rylands, rodada en inglés y en Inglaterra. El día 26 se proyectó Capitán Conan y Bajo la piel, en el mismo momento que llegaba al certamen Al Pacino, galardonado este año con el Premio Donostia. El 27 se proyectó la brasileña Tieta do Agreste y visitó el certamen su protagonista, Sonia Braga. Finalmente, el día 28 se clausuró el festival con la proyección fuera de concurso de Fanático y la entrega de premios, no sin polémica. El director Diego Galán manifestó que él habría preferido como ganadores Capitán Conan y El último viaje de Robert Rylands.

## Jurados
Jurado de la Sección Oficial
- Affonso Beato (Presidente)
- Ulrich Felsberg
- Mike Figgis
- Paz Alicia Garciadiego
- Alberto Iglesias
- Abbas Kiarostami
- Maria de Medeiros

## Películas

### Sección Oficial
Las 16 películas siguientes compitieron para el premio de la Concha de Oro a la mejor película:
| Título en España                  | Título original                   | Director(es)       | País           |
| --------------------------------- | --------------------------------- | ------------------ | -------------- |
| Beautiful Girls                   | Beautiful Girls                   | Ted Demme          | Estados Unidos |
| Sangre y vino                     | Blood & Wine                      | Bob Rafelson       | Estados Unidos |
| Bwana                             | Bwana                             | Imanol Uribe       | España         |
| El último viaje de Robert Rylands | El último viaje de Robert Rylands | Gracia Querejeta   | España         |
| Capitán Conan                     | Capitaine Conan                   | Bertrand Tavernier | Francia        |
| Hotel paura                       | Hotel paura                       | Renato De Maria    | Italia         |
| Engelchen                         | Engelchen                         | Helke Misselwitz   | Alemania       |
| El padre                          | Pedar                             | Majid Majidi       | Irán           |
| Kama Sutra                        | Kama Sutra                        | Mira Nair          | India          |
| Sol de otoño                      | Sol de otoño                      | Eduardo Mignogna   | Argentina      |
| La sombra del emperador           | Qin Song                          | Zhou Xiaowen       | China          |
| Taxi                              | Taxi                              | Carlos Saura       | España         |
| Tu nombre envenena mis sueños     | Tu nombre envenena mis sueños     | Pilar Miró         | España         |
| Noche de reyes                    | Twelfth Night                     | Trevor Nunn        | Reino Unido    |
| Tieta de Agreste                  | Tieta de Agreste                  | Carlos Diegues     | Brasil         |
| Trojan Eddie                      | Trojan Eddie                      | Gillies MacKinnon  | Irlana         |

### Fuera de competición
Las películas siguientes fueron seleccionadas para ser exhibidas fuera de competición: 
Largometrajes
| Título en España | Título original | Director(es) | País    |
| ---------------- | --------------- | ------------ | ------- |
| Fanático         | The Fan         | Tony Scott   | EE. UU. |

### Otras secciones oficiales

#### Perlas
Las 15 películas proyectadas en esta sección son largometrajes inéditos en España, que han sido aclamados por la crítica y/o premiados en otros festivales internacionales. Estas fueron las películas seleccionadas para la secciónː
| Título en España                           | Título original                            | Director(es)        | País        |
| ------------------------------------------ | ------------------------------------------ | ------------------- | ----------- |
| Beautiful Thing                            | Beautiful Thing                            | Hettie MacDonald    | EE. UU.     |
| Nubes pasajeras                            | Kauas pilvet karkaavat                     | Aki Kaurismäki      | Finlandia   |
| Lone Star                                  | Lone Star                                  | John Sayles         | EE. UU.     |
| Ponette                                    | Ponette                                    | Jacques Doillon     | Francia     |
| Profundo carmesí                           | Profundo carmesí                           | Arturo Ripstein     | México      |
| Secretos y mentiras                        | Secrets and Lies                           | Mike Leigh          | Reino Unido |
| Ella es única                              | She's the One                              | Edward Burns        | EE. UU.     |
| Belleza robada                             | Stealing Beauty                            | Bernardo Bertolucci | Italia      |
| En el nombre del hijo                      | Some Mother's Son                          | Terry George        | Irlanda     |
| Tres vidas y una sola muerte               | Trois vies et une seule mort               | Raúl Ruiz           | Francia     |
| Wallace y Gromit: The Aardman Collection 2 | Wallace y Gromit: The Aardman Collection 2 | Nick Park           | Reino Unido |
| Tormenta blanca                            | White Squall                               | Ridley Scott        | EE. UU.     |
| Luna sin miel                              | Feeling Minnesota                          | Steven Baigelman    | EE. UU.     |

#### Nuevos Directores
Esta sección agrupa los primeros o segundos largometrajes de sus cineastas, inéditos o que solo han sido estrenados en su país de producción y producidos en el último año. Estas fueron las películas seleccionadas para la sección:
| Título en español                    | Título original                      | Director(es)                                   | País           |
| ------------------------------------ | ------------------------------------ | ---------------------------------------------- | -------------- |
| A tiro limpio                        | A tiro limpio                        | Jesús Mora                                     | España         |
| Broken English                       | Broken English                       | Gregor Nicholas                                | Reino Unido    |
| Die Mutter des Killers               | Die Mutter des Killers               | Volker Einrauch                                | Alemania       |
| El anzuelo                           | El anzuelo                           | Ernesto Rimoch                                 | México         |
| El dedo en la llaga                  | El dedo en la llaga                  | Alberto Lecchi                                 | Argentina      |
| Esperanza y sardinas                 | Esperanza y sardinas                 | Roberto Romeo López                            | Argentina      |
| Ferie d'agosto                       | Ferie d'agosto                       | Paolo Virzì                                    | Italia         |
| Tras el silencio                     | Hollow Reed                          | Angela Pope                                    | Reino Unido    |
| Johns                                | Johns                                | Scott Silver                                   | Estados Unidos |
| L'Appartement                        | L'Appartement                        | Gilles Mimouni                                 | Francia        |
| Le Réveil (corto)                    | Le Réveil (corto)                    | Marc-Henri Wajnberg                            | Francia        |
| Más que amor, frenesí                | Más que amor, frenesí                | Alfonso Albacete, David Menkes y Miguel Bardem | España         |
| Moebius                              | Moebius                              | Gustavo Mosquera R.                            | España         |
| Muriéndose por llegar a casa         | Mortinho por Chegar a Casa           | Carlos da Silva y George Sluizer               | Portugal       |
| Pizzicata                            | Pizzicata                            | Edoardo Winspeare                              | Italia         |
| Quand les étoiles rencontrent la mer | Quand les étoiles rencontrent la mer | Raymond Rajaonarivelo                          | Mdagascar      |
| Rigor mortis                         | Rigor mortis                         | Koldo Azkarreta                                | España         |
| Otra clase de amor                   | Snakes and Ladders                   | Trish McAdam                                   | Irlanda        |
| La desaparición de Finbar            | The Disappearance of Finbar          | Sue Clayton                                    | Irlanda        |
| Tan qing shuo ai                     | Tan qing shuo ai                     | Xin Lee                                        | China          |

#### Zabaltegi[19]
| Título en español                                          | Título original                                            | Director(es)          | País    |
| ---------------------------------------------------------- | ---------------------------------------------------------- | --------------------- | ------- |
| El perro del hortelano                                     | El perro del hortelano                                     | Pilar Miró            | España  |
| Blagodat                                                   | Blagodat                                                   | Vitali Manski         | Rusia   |
| Cheap Thrill, Mickey Cozik dans le Zombie Aquarium (corto) | Cheap Thrill, Mickey Cozik dans le Zombie Aquarium (corto) | David Barrouk         | Francia |
| La bouche de Jean-Pierre                                   | La bouche de Jean-Pierre                                   | Lucile Hadzihalilovic | Francia |
| Muerto de amor (corto)                                     | Muerto de amor (corto)                                     | Ramón Barea           | España  |
| Small Fictions (corto)                                     | Small Fictions (corto)                                     | Jenni Robertson       | EE. UU. |
| Pasajes                                                    | Pasajes                                                    | Daniel Calparsoro     | España  |
| Animal Love                                                | Tierische Liebe                                            | Ulrich Seidl          | Austria |
| La fuerza del amor                                         | The Twilight of the Golds                                  | Stewart Main          | EE. UU. |

### Otras secciones

#### Made in Spanish
Sección dedicada a una serie de largometrajes de habla hispana que se estrenan en el año. Estas fueron las películas seleccionadas para la sección:
| Título original              | Director(es)                    | País      |
| ---------------------------- | ------------------------------- | --------- |
| África                       | Alfonso Ungría                  | España    |
| Al corazón                   | Mario Sábato                    | Argentina |
| Belmonte                     | Juan Sebastián Bollaín          | España    |
| Boca a boca                  | Manuel Gómez Pereira            | España    |
| Brujas                       | Álvaro Fernández Armero         | España    |
| Cachito                      | Enrique Urbizu                  | España    |
| Desnudo con naranjas         | Luis Alberto Lamata Bethencourt | Venezuela |
| Katuwira                     | Íñigo Vallejo-Nájera            | México    |
| El día de la bestia          | Álex de la Iglesia              | España    |
| El efecto mariposa           | Fernando Colomo                 | España    |
| El reino de los cielos       | Patricia Cardoso                | Chile     |
| Éxtasis                      | Mariano Barroso                 | España    |
| Hola, ¿estás sola?           | Icíar Bollaín                   | España    |
| La nave de los sueños        | Ciro Durán                      | Colombia  |
| Malena es un nombre de tango | Gerardo Herrero                 | España    |
| Me dicen Yovo                | Juan Alejandro Ramírez          | Benín     |
| Mi último hombre             | Tatiana Gaviola                 | Chile     |
| Palace                       | El Tricicle                     | España    |
| Rey muerto                   | Lucrecia Martel                 | Argentina |
| Sotto voce                   | Mario Levin                     | Argentina |
| Cosas que nunca te dije      | Isabel Coixet                   | España    |
| Tierra                       | Julio Medem                     | España    |
| Tot verí                     | Xavier Ribera Perpiñá           | España    |
| Two Much                     | Fernando Trueba                 | EE. UU.   |

#### Jornada del cine vasco
Sección dedicada a una serie de largometrajes del País Vasco que se estrenan en el año. Estas fueron las películas seleccionadas para la sección:
- Agurra de Iñaki Elizalde Bandrés
- El ángel de mármol de Pablo Malo Mozo
- El juego de Julio Pascal
- Hotel y domicilio de Ernesto del Río
- La buena madre de José Antonio Vitoria
- La fabulosa vida de Diego Marín de Fidel Cordero Ampuero

### Retrospectivas

#### Retrospectiva. Conocer aTod Browning
La retrospectiva de ese año fue dedicado a la obra del director estadounidense Tod Browning. Se proyectó la mayor parte de su filmografía así como documentales referentes a su obra.
| Título en español            | Título en original     | Año  |
| ---------------------------- | ---------------------- | ---- |
| La rosa del arroyo           | The Wicked Darling     | 1919 |
| La virgen de Estambul        | The Virgin of Stamboul | 1920 |
| No Woman Knows               | No Woman Knows         | 1921 |
| Bajo dos banderas            | Under Two Flags        | 1922 |
| El hombre encubierto         | Man Under Cover        | 1922 |
| Con la corriente             | Drifting               | 1923 |
| El tigre blanco              | White Tiger            | 1923 |
| Dollar Down                  | Dollar Down            | 1925 |
| El trío fantástico           | The Unholy Three       | 1925 |
| Zara, la mística             | The Mystic             | 1925 |
| Maldad encubierta            | The Blackbird          | 1926 |
| La sangre manda              | The Road to Mandalay   | 1926 |
| 'Garras humanas              | The Unknown            | 1927 |
| El palacio de las maravillas | The Show               | 1927 |
| Los pantanos de Zanzíbar     | West of Zanzibar       | 1928 |
| The Thirteenth Chair         | The Thirteenth Chair   | 1929 |
| Oriente                      | Where East Is East     | 1929 |
| Fuera de la ley              | Outside the Law        | 1930 |
| Drácula                      | Drácula                | 1931 |
| Iron Man                     | Iron Man               | 1931 |
| Freaks                       | Freaks                 | 1932 |
| Perdone, señorita            | Fast Workers           | 1933 |
| La marca del vampiro         | Mark of the Vampire    | 1935 |
| Muñecos infernales           | The Devil-Doll         | 1936 |
| Miracles for Sale            | Miracles for Sale      | 1939 |

#### Retrospectiva Clásica.Eloy de la Iglesia
La retrospectiva de ese año fue dedicada a la obra del director español Eloy de la Iglesia.
| Título                               | Año  |
| ------------------------------------ | ---- |
| Fantasía... 3                        | 1966 |
| Algo amargo en la boca               | 1969 |
| Cuadrilátero                         | 1970 |
| El techo de cristal                  | 1971 |
| La semana del asesino                | 1972 |
| Nadie oyó gritar                     | 1973 |
| Una gota de sangre para morir amando | 1973 |
| Juego de amor prohibido              | 1975 |
| La otra alcoba                       | 1976 |
| Los placeres ocultos                 | 1977 |
| La criatura                          | 1977 |
| El diputado                          | 1978 |
| El sacerdote                         | 1979 |
| Miedo a salir de noche               | 1980 |
| Navajeros                            | 1980 |
| La mujer del ministro                | 1981 |
| Colegas                              | 1982 |
| El pico                              | 1983 |
| El pico 2                            | 1984 |
| Otra vuelta de tuerca                | 1985 |
| La estanquera de Vallecas            | 1987 |

#### Retrospectiva Temática: La Pesadilla Roja del senador McCarthy[24]
| Título en España              | Título original               | Director(es)               | Año  |
| ----------------------------- | ----------------------------- | -------------------------- | ---- |
| Traición                      | Conspirator                   | Victor Saville             | 1949 |
| Correo diplomático            | Diplomatic Courier            | Henry Hathaway             | 1952 |
| I Was a Communist for the FBI | I Was a Communist for the FBI | Gordon Douglas             | 1951 |
| La gran amenaza               | Walk a Crooked Mile           | Gordon Douglas             | 1948 |
| Vinieron del Espacio          | It Came from Outer Space      | Jack Arnold                | 1953 |
| Fugitivos del terror rojo     | Man on a Tightrope            | Elia Kazan                 | 1953 |
| Mi hijo John                  | My Son John                   | Leo McCarey                | 1952 |
| No me abandones               | Never Let Me Go               | Delmer Daves               | 1953 |
| Decisión a medianoche         | Night People                  | Nunnally Johnson           | 1954 |
| Manos peligrosas              | Pickup on South Street        | Samuel Fuller              | 1953 |
| Red Hollywood                 | Red Hollywood                 | Thom Andersen y Noël Burch | 1990 |
| Red Planet Mars               | Red Planet Mars               | Harry Horner               | 1952 |
| El telón de acero             | The Iron Curtain              | William A. Wellman         | 1948 |
| El Danubio rojo               | The Red Danube                | George Sidney              | 1949 |
| The Red Menace                | The Red Menace                | R. G. Springsteen          | 1949 |
| La mano en la sombra          | The Whip Hand                 | William Cameron Menzies    | 1951 |
| Casada con un comunista       | The Woman on Pier 13          | Robert Stevenson           | 1949 |
| Cita a las once               | Walk East on Beacon           | Alfred L. Werker           | 1952 |

#### Retrospectiva Temática: La Pesadilla Roja de Franco[25]
| Título                     | Director(es)                                  | Año  |
| -------------------------- | --------------------------------------------- | ---- |
| El canto del gallo         | Rafael Gil Álvarez                            | 1955 |
| Embajadores en el infierno | José María Forqué                             | 1956 |
| La legión del silencio     | José Antonio Nieves Conde i José María Forqué | 1955 |
| La señora de Fátima        | Rafael Gil Álvarez                            | 1951 |
| Los ases buscan la paz     | Arturo Ruiz Castillo                          | 1955 |
| Murió hace quince años     | Rafael Gil Álvarez                            | 1954 |
| Rapsodia de sangre         | Antonio Isasi Isasmendi                       | 1958 |
| Raza                       | José Luis Sáenz de Heredia                    | 1942 |
| Rojo y negro               | Carlos Arévalo Calvet                         | 1942 |
| ... Y eligió el infierno   | César Fernández Ardavín                       | 1957 |

## Palmarés

### Premios oficiales[26]
Ganadores de la Sección Oficial del 44.º Festival Internacional de Cine de San Sebastián de 1996:
- Concha de Oro: 
  - Bwana de Imanol Uribe
  - Trojan Eddie de Gillies Mackinnon
- Premio Especial del Jurado: Engelchen de Helke Misselwitz
- Concha de Plata al mejor Director: Francisco J. Lombardi por Bajo la piel
- Concha de Plata a la mejor Actriz: Norma Aleandro por Sol de otoño
- Concha de Plata al mejor Actor: Michael Caine por Sangre y vino
- Premio del jurado a la mejor fotografía: Javier Aguirresarobe por Bwana
- Premio del jurado: El padre de Majid Majidi
- Mención Especial del Jurado:
- Guy-Claude François por Capitán Conan
- Ingrid Rubio por Taxi
- Premio Euskalmedia para Nuevos Directores: Johns de Scott Silver
- Premio Donostia: Al Pacino